# Antônio Carlos Secchin
Antônio Carlos Secchin (* 10. Juni 1952 in Rio de Janeiro) ist ein brasilianischer Schriftsteller und Literaturprofessor.

## Leben
Antônio Carlos Secchin ist seit 1982 Literaturprofessor an der Universidade Federal do Rio de Janeiro. Auch lehrte an den Universitäten von Romo (1985), Rennes (1991), Mérida (1999), Neapel (2007) und in Paris an der Sorbonne (2009). Er hat zahlreiche Literaturpreise gewonnen, unter anderen den Prêmio Sílvio Romero der Academia Brasileira de Letras.

## Academia Brasileira de Letras
Antonio Carlos Secchin wurde am 3. Juni 2004 in die Academia Brasileira de Letras (ABL), die brasilianische Akademie der Literatur in Rio de Janeiro, aufgenommen. Er ist in Nachfolge von Marcos Almir Madeira der sechste Inhaber des nach Joaquim Caetano da Silva benannten Sitzes Nummer 19.

## Werke
- A Ilha. 1971.
- Ária de Estação. 1973.
- Todos os Ventos. 2002.
- 50 Poemas Escolhidos pelo Autor. Ausgewählte Gedichte, 2006.